# Závažná Poruba
Závažná Poruba es un municipio del distrito de Liptovský Mikuláš en la región de Žilina, Eslovaquia, con una población estimada a final del año 2024 de 1295 habitantes.
Se encuentra ubicado al sureste de la región, cerca del curso alto del río Váh (cuenca hidrográfica del Danubio), de los montes Tatras y de la frontera con Polonia y las regiones de Prešov y Banská Bystrica.

## Demografía
| Año        | 1994 | 2004    | 2014    | 2024    |
| ---------- | ---- | ------- | ------- | ------- |
| Población  | 1211 | 1228    | 1252    | 1295    |
| Diferencia |      | +1,40 % | +1,95 % | +3,43 % |

| Año        | 2023 | 2024    |
| ---------- | ---- | ------- |
| Población  | 1290 | 1295    |
| Diferencia |      | +0,38 % |